# سورن هاکوبیان
سورن یرواندی هاکوبیان (ارمنی: Սուրեն Երվանդի Հակոբյան؛  زادهٔ ۱ ژانویهٔ ۱۹۰۷ - درگذشته ۷ ژانویهٔ ۱۹۷۶) یک مورخ و استاد اهل ارمنستان بود.

## زندگی‌نامه
در ۱ ژانویهٔ ۱۹۰۷ در نور بایزت به دنیا آمد و از دانشگاه دولتی علوم پرورشی خاچاطور آبوویان ارمنستان (۱۹۳۶) فارغ‌التحصیل شد.   وی همچنین برنده دانشمند شایسته ارمنستان شوروی (۱۹۶۸) شده است. وی در ۷ ژانویهٔ ۱۹۷۶ در سن ۶۹ سالگی در ایروان درگذشت.

## یادداشت
1. ↑  պատմական գիտությունների դոկտոր